# Вознесіння кіберлюдей
«Вознесіння кіберлюдей» (англ. Ascension of the Cybermen) — дев'ятий і передостанній епізод дванадцятого сезону поновленого британського науково-фантастичного телесеріалу «Доктор Хто». Уперше транслювався на телеканалі BBC One 23 лютого 2020 року. Автором сценарію виступив Кріс Чібнолл (шоуранер серіалу), а режисером — Джеймі Магнус Стоун. Це перша частина двосерійної історії, що також включає епізод «Позачасові діти».
Епізод представляє тринадцяте втілення іншопланетного авантюриста і мандрівника у часі Доктора (у виконанні Джоді Віттакер) та її супутників, що подорожують з нею — Грема О'Браяна (грає Бредлі Велш), Раяна Сінклейра (грає Тосін Кол) та Ясмін Кхан (грає Мендіп Ґілл). Вони розбираються з наслідками своїх дій у попередньому епізоду «Привиди вілли Діодаті», потрапивши у далеке майбутнє, кінець Великої Кібервійни, де їм прийдеться захистити останніх людей від останніх кіберлюдей.

## Сюжет
У сільській Ірландії початку XX століття молода пара знаходить і усиновлює покинуту дитину, якого називають Бренданом, він росте і стає поліцейським. На одному з перших завдань у нього стріляє злочинець, він падає зі скелі, проте дивом залишається неушкодженим. Через роки він йде на пенсію, але його зустрічають двоє чоловіків — його прийомний батько і поліцейський-наставник, які, на відміну від Брендана, зовсім не постаріли. Вони приводять Брендана у таємну кімнату, де поміщають йому на голову електроди і заряджають їх, кажучи, що потрібно почати все спочатку та що він все-одно цього не згадає.
У далекому майбутньому останні представники людства ховаються від кіберлюдей, які також зазнали занепаду. Доктор та її команда прибувають на планету і встановлюють різноманітні прилади для захисту людей. Сюди ж прибувають кілька кібершатлів, які випускають кібердронів. Вони ламають обладнання Доктора і вбивають кількох людей. Доктор наказує своїм супутникам піти з рештою людьми на їхній корабель і дістатися до безпечного місця, але Раян і ще одна людина на ім'я Ітан не встигають втекти через прибуття Ашеда. Раян й Ітан зустрічаються з Доктором і разом вони викрадають кібершатл, проте й Ашед прямує за ними.
У глибокому космосі Ясмін, Грем, Єдлармі, Равіо і Бескот дізнаються, що вони подорожують через колишнє поле битви, всипане трупами кіберлюдей. Через несправність власного корабля, вони сідають на борт закинутого кіберкеріера, який, на їхню думку, зможе доправити їх на Ко Шармус — місце, де знаходиться Межа, що є порталом на інший бік Всесвіту, куди люди довгий час тікають від переслідування кіберлюдей. Грем і Равіо досліджують кіберкеріер. В одному з відсіків вони знаходять камери з тисячами кібервоїнів, поміщених у стазис. Тим часом сюди прибуває Ашед і двоє його васалів.
Доктор, Раян та Ітан прибувають до Ко Шармус і дізнаються, що насправді це ім'я людини, який присвятив своє життя допомозі іншим перебратись через Межу. Ко приводить їх до неї і відкривається портал. Ашед і його васали починають пробуджувати воїнів, поки Грем і Равіо повертаються на командирський мостик. Ашед викликає воїнів туди, а Яс зв'язується з Доктором, попереджаючи, що кіберкеріер з численними солдатами всередині наближається до Ко Шармуса.
Доктор та інші бачать протилежний бік порталу, на якому знаходиться зруйнований Галліфрей. Крізь нього з'являється Майстер та говорить Докторові, що слід боятися, бо зовсім скоро усе зміниться назавжди.

## Виробництво

### Початкова розробка і написання сценарію
Сценарій до «Вознесіння кіберлюдей» написав Кріс Чібнолл (шоуранер серіалу). Подальші деталі епізоду, зокрема його назва були оприлюднені в Doctor Who Magazine #548 на початку лютого 2020 року.

### Кастинг
Джулі Грем виконала роль Равіо. Ієн Мак-Елгінні та Стів Туссен виступили запрошеними зірками в двосерійній історії «Вознесіння кіберлюдей» / «Позачасові діти».

### Знімання епізоду
Джеймі Магнус Стоун був режисером п'ятого виробничого блоку сезону, що включає цей і наступний епізод.

## Трансляція епізоду та відгуки

### Реліз
«Вознесіння кіберлюдей» уперше було показано в ефірі британського телеканалу BBC One 23 лютого 2020 року. Це перша частина двосерійної історії. Наступний епізод «Позачасові діти», що також є фіналом дванадцятого сезону вийшов 1 березня того ж року.

### Рейтинги
Протягом усієї ночі епізод переглянуло 3,71 мільйони глядачів, що зробило його восьмою найбільш переглянутою програмою того дня у Великій Британії. «Вознесіння кіберлюдей» був оцінений у 81 бал за індексом оцінки. Він також отримав офіційну загальну кількість у 4,99 мільйони глядачів по всіх каналах Сполученого Королівства і став 25-ю найбільш переглянутою програмою тижня.

### Сприйняття
Епізод отримав 93 % схвалення та середню оцінку 7,3 / 10 на вебагрегаторі Rotten Tomatoes на основі 13 відгуків критиків. Консенсус сайту зазначає, що «Вознесіння кіберлюдей» «майстерно спирається на імпульс минулотижневого епізоду, створюючи підґрунтя для того, що має стати епічним фіналом сезону».